# Vetus Latina

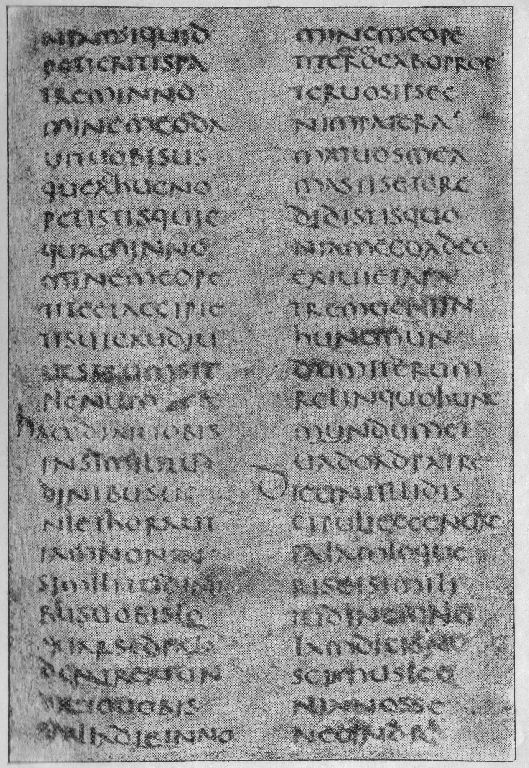
Codex Vercellensis (Vercellský kodex) jako příklad latinae veteris. Na této stránce je Janovo evangelium, 16:23-30.

Vetus latina (lat. Versio vetus latina – starý latinský překlad) je nejstarší překlad Bible do latiny. Jeho text je možné zrekonstruovat buď z rukopisů z doby, kdy byla Vetus latina nebo její části v užívání (nebo alespoň z jejich fragmentů či palimpsestů), nebo z citací některých církevních otců, zvlášť afrických. V případě biblických knih, které nebyly nahrazeny (alespoň zpočátku) verzí Vulgáty, se text nachází i v pozdějších středověkých kodexech. Vetus latina byla v užívání od cca 2. století do 5. století, v některých případech až do 8. století, neboť ne všechny knihy byly nahrazeny Vulgátou.
Vetus latina byla vytvořena z řečtiny, tj. z originálních verzí (v případě Nového zákona), nebo ze Septuaginty (v případě Starého zákona). Novozákonní text je tzv. západního typu, použitá verze Septuaginty je původně Lukianova.
Vetus latina však není jednolitým překladem, ani není dílem jediného překladatele. Překlad různých knih vznikal nezávisle a v průběhu doby se měnil. Tento postupný vývoj je možné sledovat jak v použité slovní zásobě, tak v tom, že jednotlivé verze jsou revizemi latinského textu na základě různých předloh. V zásadě lze říct, že původní Lúkianova předloha byla zaměněna za velké unciální kodexy.
V závislosti na změně slovní zásoby se rozlišuje několik typů Vetus latiny. Základní verze vznikla pravděpodobně v latinsky hovořící Africe (tzv. Afra), později byla pozměněna především v Itálii (tzv. Itala) a tato italská verze se dostala zpět do Afriky. Přesto změny ve slovní zásobě ukazují spíš na změnu v průběhu doby než na změnu závisející na geografii. Celkem se rozlišují následující verze překladu:
- stará Africká verze (Cyprianus z Kartága)
- další africká verze (Tichonius)
- italská verze
- další evropská verze

Po této verzi se objevila Vulgáta, nebo alespoň její základní část, a ta autoritou papeže Damasa I. Vetus latinu vytlačila. Konečné vítězství Vulgáty nad Vetus latinou se datuje do doby karolinské reformy.
Z hlediska textové kritiky je Vetus latina velmi důležitá jako jeden z nejstarších svědků řeckých předloh (LXX) v prvních staletích po Kristu.